# Пирсинг лица

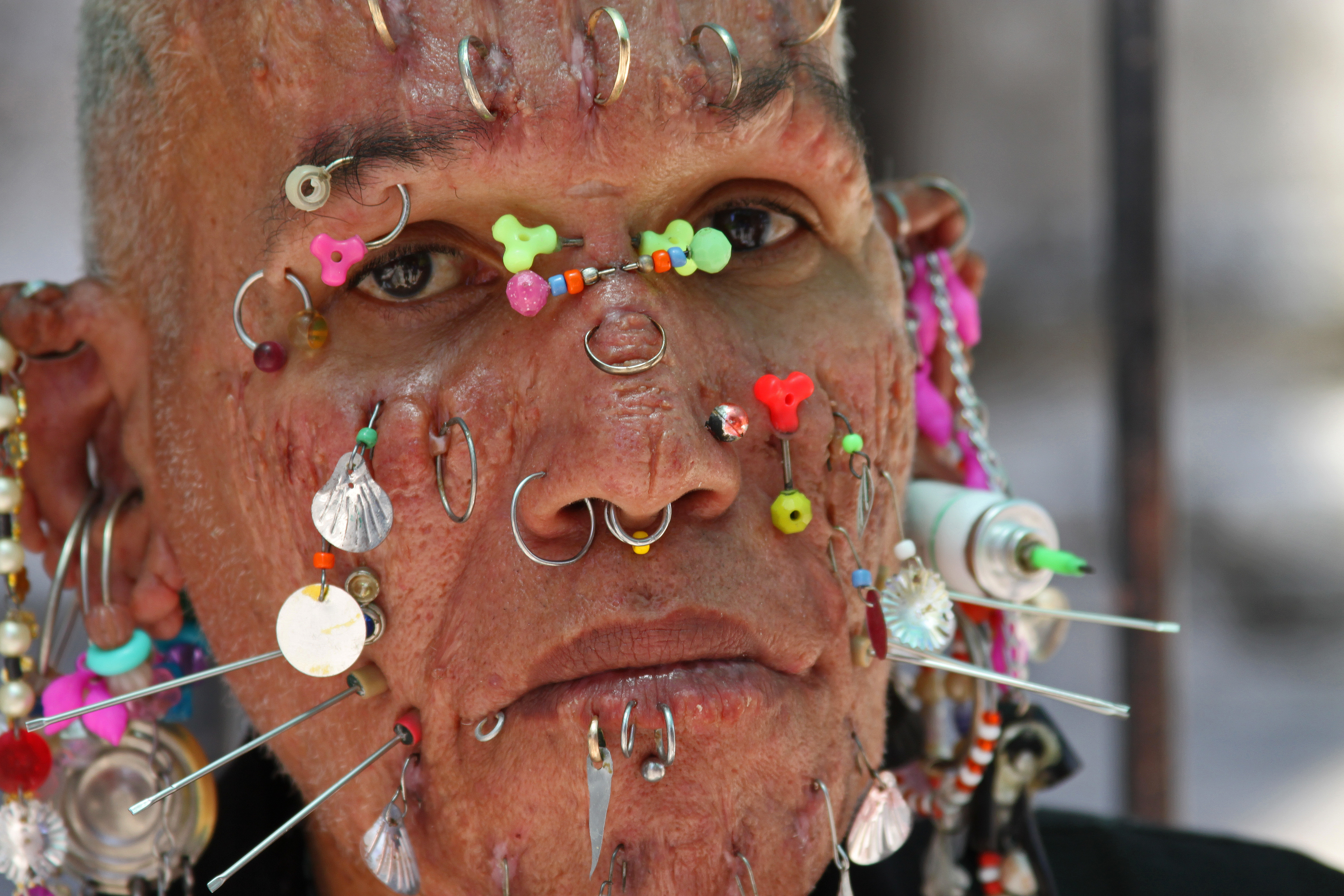

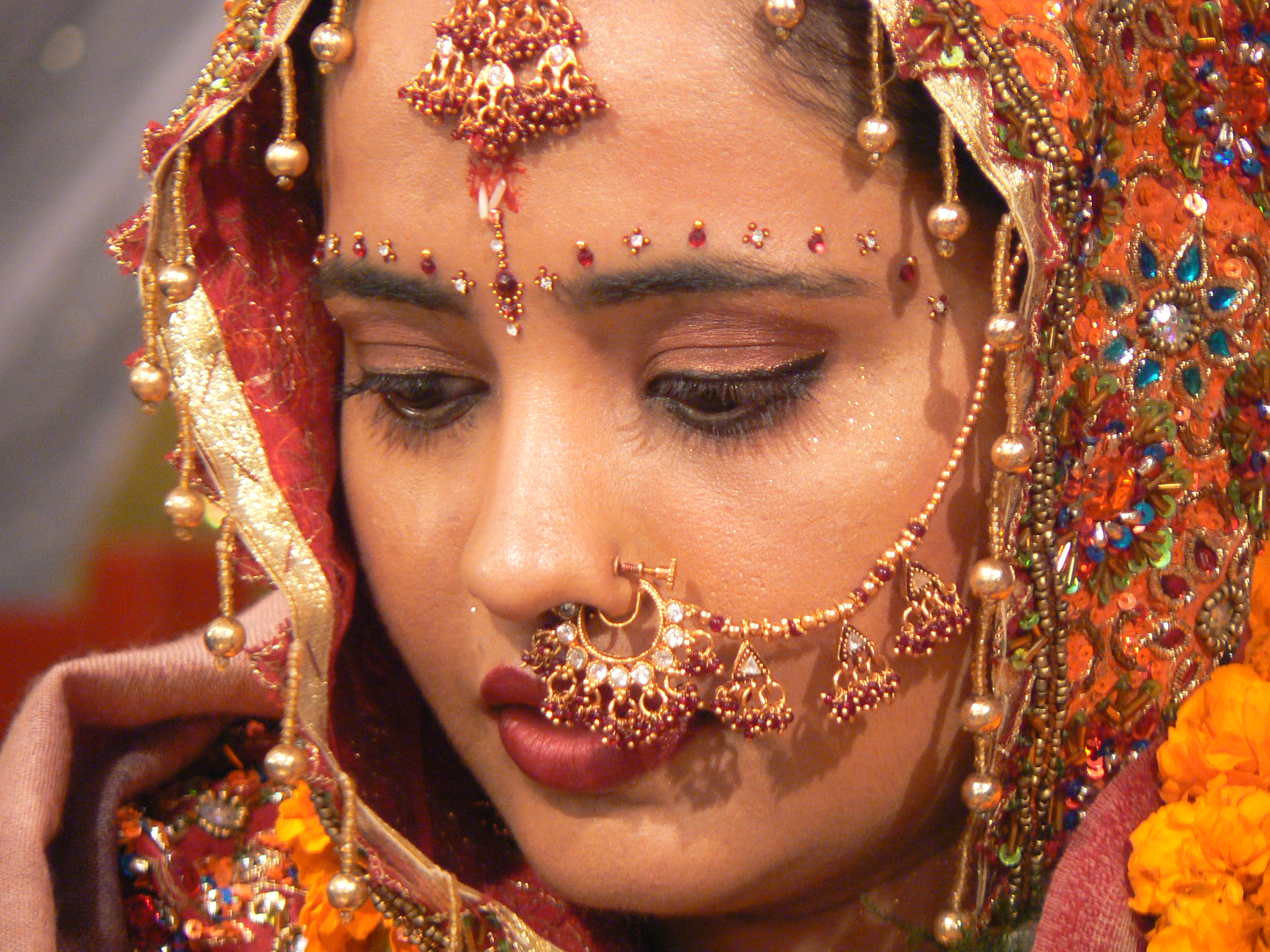

Пирсинг лица — вид модификации тела, при котором в одной или нескольких частях лица из частей лица производится прокол с целью введения и ношения одного или нескольких украшений.
Существуют разнообразные варианты и  модификации.

## Пирсинг брови

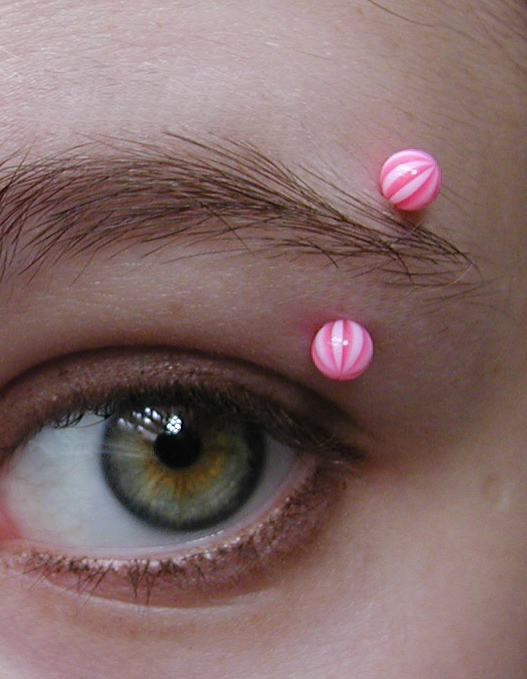
Пирсинг брови

Разновидность пирсинга лица, при которой в области брови создается прокол с целью установки и ношения украшения. Ношение этого вида пирсинга в равной степени распространено среди представителей обоих полов. Существуют как различные варианты расположения пирсинга брови, так и различные разновидности украшений. Заживление прокола проходит в среднем за 6-8 недель. Прокол брови относится к плоскостным видам пирсинга, в связи с чем существует вероятность отторжения, которую можно свести к минимуму при тщательном уходе за проколом в период заживления.

## Пирсинг носа

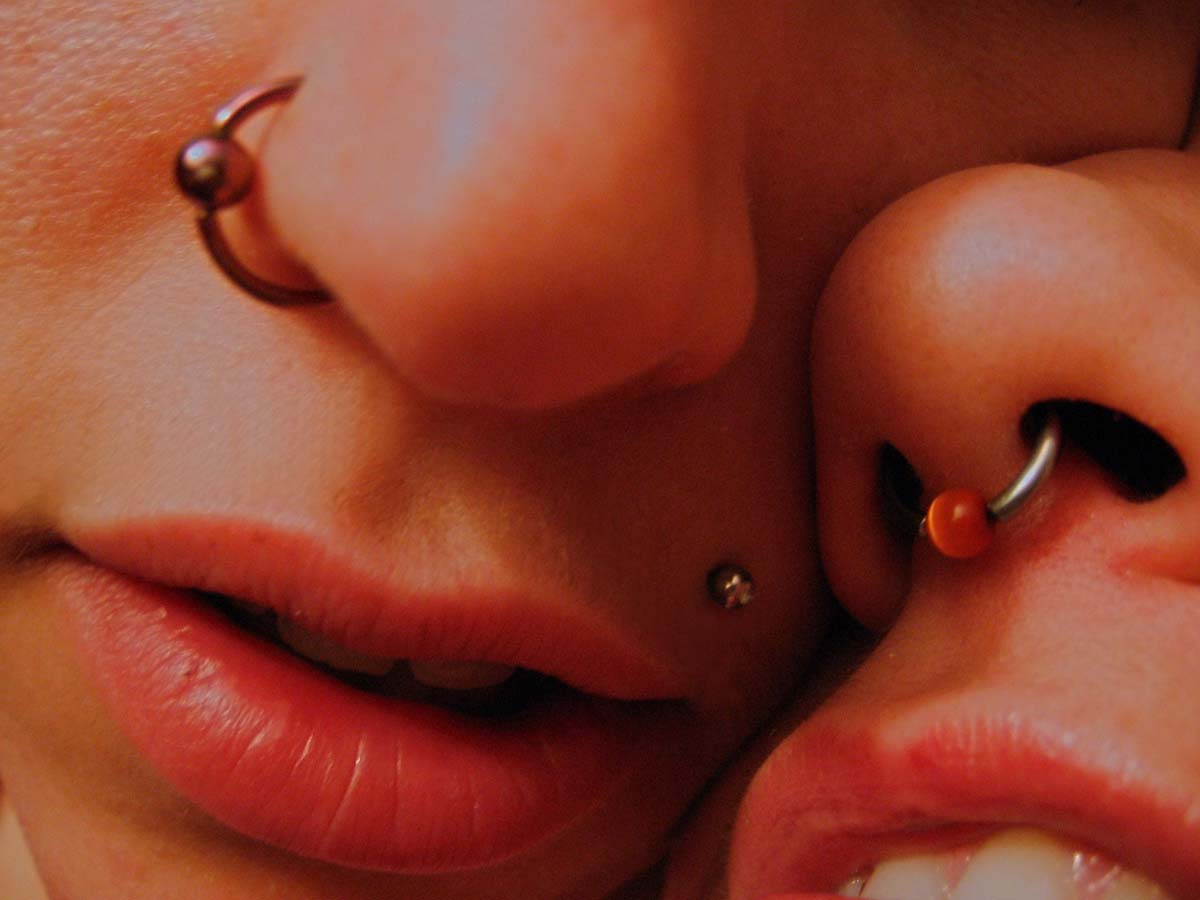

Пирсинг носа — вид пирсинга лица, при котором в носу производится прокол для установки и ношения украшения. Существуют различные варианты пирсинга носа с различными видами украшений. К наиболее принятым видам проколов носа относятся прокол крыла (нострила) и прокол перегородки носа (септума). Другие варианты пирсинга носа появились с распространением культуры пирсинга в современном обществе.

### История

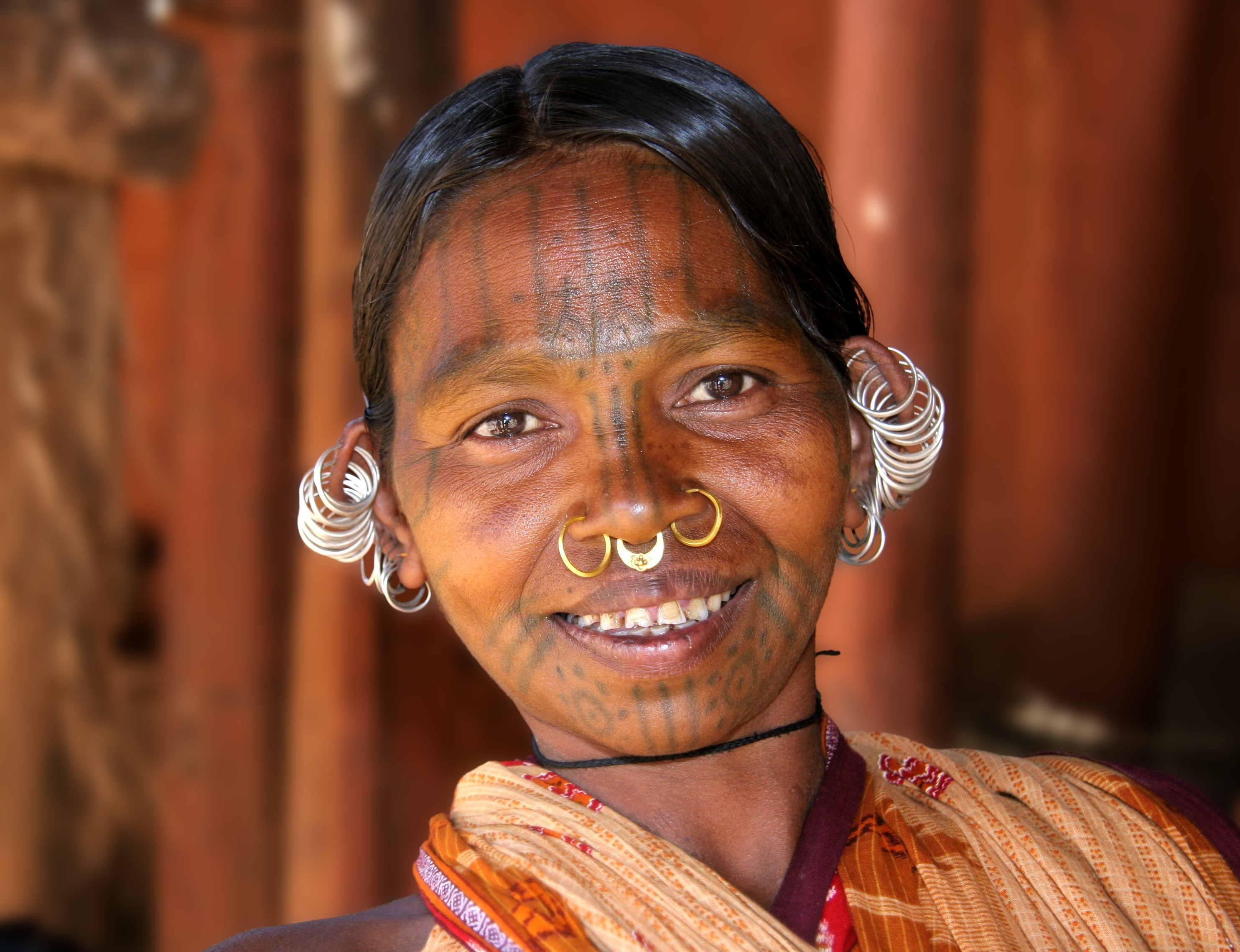
Индийская женщина с проколами ушей, перегородки носа и ноздрей

У проколов носа также есть глубоко идущие исторические корни. Запись в ведах, датированная 1500 г. до н. э., относит проколы носа к богине Лакшми, однако, считается, что современная практика пирсинга в Индии распространилась через кочевые племена среднего востока по пути империи Великих Моголов в 16 веке. В Аюрведической медицине ноздри ассоциируются с репродуктивными органами женщины, в связи с чем среди индусок в Индии до сих пор распространено ношение украшений в носу, обычно в левой ноздре, в период половозрелого возраста женщины. Иногда такие проколы делаются в ночь, перед тем, как женщина выходит замуж.
Проколы носа были популярны у бедуинов на Среднем Востоке, а также у берберов, африканского народа беджа  и австралийских аборигенов. У многих коренных племен Америки и Аляски было распространено прокалывание перегородки носа (септума). У ацтеков, майя и племен Новой Гвинеи было принято использовать в качестве украшений для проколов носа кости и перья, которые символизировали здоровье и (для мужчин) мужественность. Практика прокалывания носа дала название племени не-персе, однако, на деле прокалывание носа в этом племени было не слишком распространено. Ацтеки, майя и инки прокалывали перегородку носа (септум) и носили в проколах золотые кольца, эта практика сохранилась и по сей день у панамского народа куна. Проколы носа также остаются популярными в Пакистане, Бангладеш и практикуются в ряде арабских и ближневосточных стран.

### Виды пирсинга носа
При различных вариантах пирсинга носа прокалываются различные типы тканей — кожа, хрящи, однако, в среднем большинство проколов носа заживает за 6-8 недель.
К вариантам пирсинга носа относятся:

#### Бридж

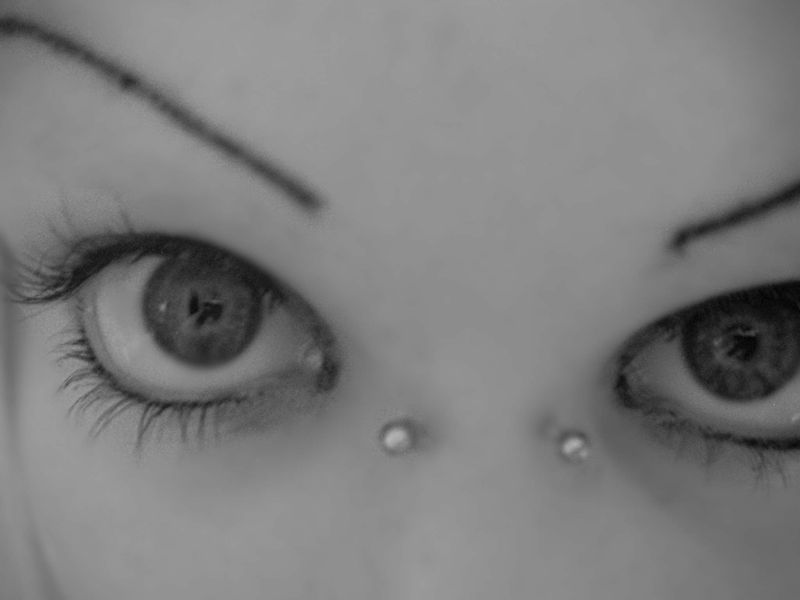
Бридж

Прокол тканей в области переносицы на уровне глаз или между бровями с целью установки и ношения украшения.
В качестве украшения, как правило, используется штанга. В некоторых случаях индивидуальные особенности анатомии позволяют создать композицию из нескольких проколов переносицы (Бриджей).  Как правило, при комбинации нескольких бриджей в качестве украшений используются отдельные штанги для каждого прокола.
Этот вид пирсинга подходит людям с большим количеством тканей в области переносицы. В случае создания Бриджа на переносице с тонкой кожей существует высокая вероятность отторжения или миграции пирсинга.
Дополнительная разновидность — вертикальный бридж.  Вертикальный бридж относится к плоскостным видам пирсинга, технология его установки и методы обработки при заживлении отличаются от аналогичных при простом варианте прокола бридж.  В качестве украшения как правило используются изогнутые штанги-бананы, изначально разработанные для проколов пупка- ссылкой, а также специальные изогнутые штанги для плоскостного пирсинга.

#### Прокол кончика носа
Прокалывание верхней части ноздри изнутри к кончику носа. В качестве украшения, как правило, используется штанга. 

#### Остин бар(Austin Bar)
Горизонтальный прокол кончика носа. Назван в честь первого обладателя этого вида пирсинга. Прокалываются только ткани кончика носа, хрящевая перегородка (септум) не затрагивается.

#### Пирсинг ноздри

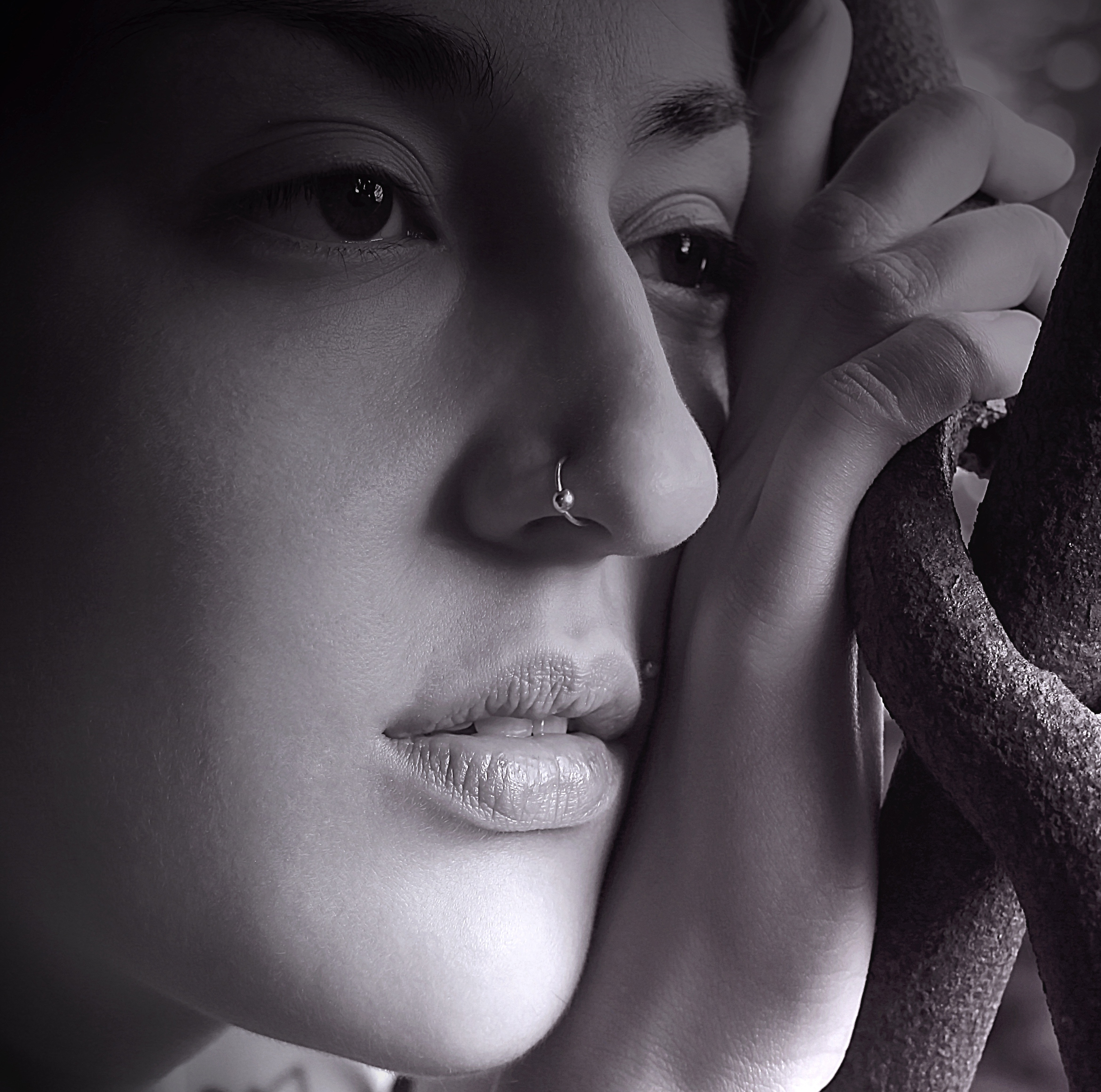
Пирсинг ноздри

Прокалывание одной или обеих ноздрей с целью установки и ношения украшения. Пирсинг ноздри распространен среди представителей обоих полов. Называется "Нострил".
В современной западной культуре этот вид модификации наиболее ярко представляет Паули Анстопабл, растянувший проколы ноздрей до рекордно больших тоннелей. .

##### Украшения
В качестве украшений используются кольца с застежкой-шариком и «нострилы» (англ. nostril — ноздря) — специальные серьги для пирсинга ноздри. 

#### Септум

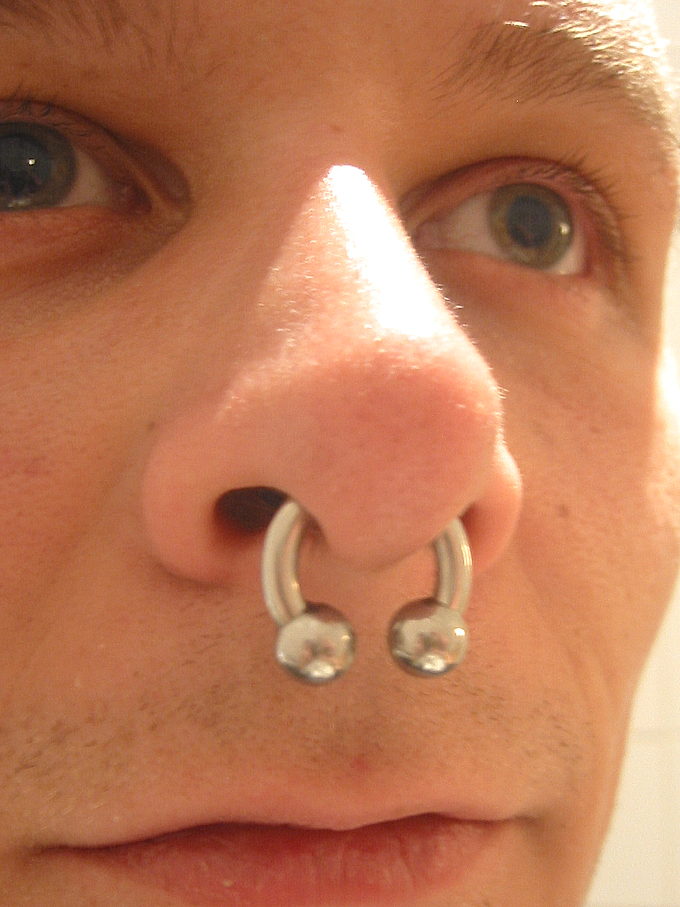
Септум

Септум (англ. septum) — прокол центральной носовой перегородки между ноздрями. Прокалывается, как правило, верхняя часть септума на стыке двух хрящей, чтобы минимально травмировать хрящи. Установка украшения производится так, чтобы его было видно из ноздрей, над верхней губой. В качестве украшения используются кольца, штанги и гнутые полукольца из различных материалов (титан, хирургическая сталь 316L, силикон, тефлон).

##### Обработка
В период заживления прокол промывают обеззараживающими растворами 3-4 раза в день. Чаще всего украшение можно поменять через 6-8 недель после прокола, в зависимости от наличия или отсутствия болевых ощущений при нажатии на кончик носа.

#### Септум
Прокол нижней стороны кончика носа. Прокол производится по центру через расширенный прокол септума в сторону нижнего плоского выступа носа. В качестве украшения как правило используется штанга. 
Помимо основных видов пирсинга носа также существуют распространенные комбинации:

#### Nasallang

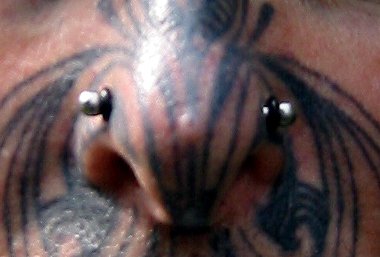
Сочетание проколов nasallang

Сочетание проколов обеих ноздрей и прокола перегородки носа (септума) объединенные общим украшением, как правило, штангой. 

## Пирсинг щеки

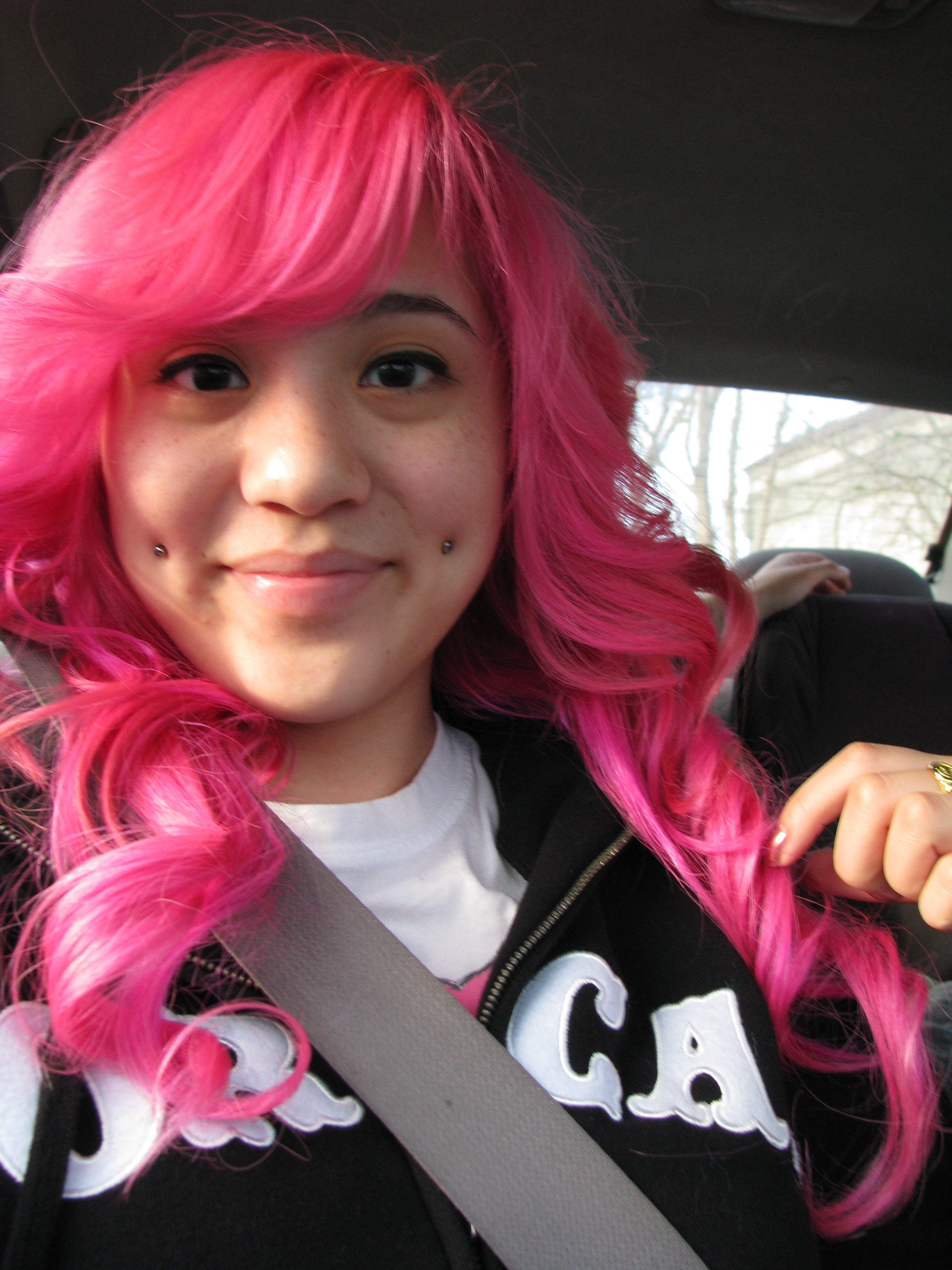
Симметричные проколы щёк

Пирсинг щёк с постоянным ношением начал практиковаться только в современном мире.
Ритуальное прокалывание щёк было распространено как в примитивных культурах, так и в развитых странах. Наиболее известным из таких ритуалов можно назвать фестиваль вегетарианцев в Пхукете, Таиланд, на котором «медиумы» (прихожане и монахи) прокалывают щёки большим количеством предметов разных размеров, находясь в состоянии транса.

## Пирсинг в области рта

### Лабрет

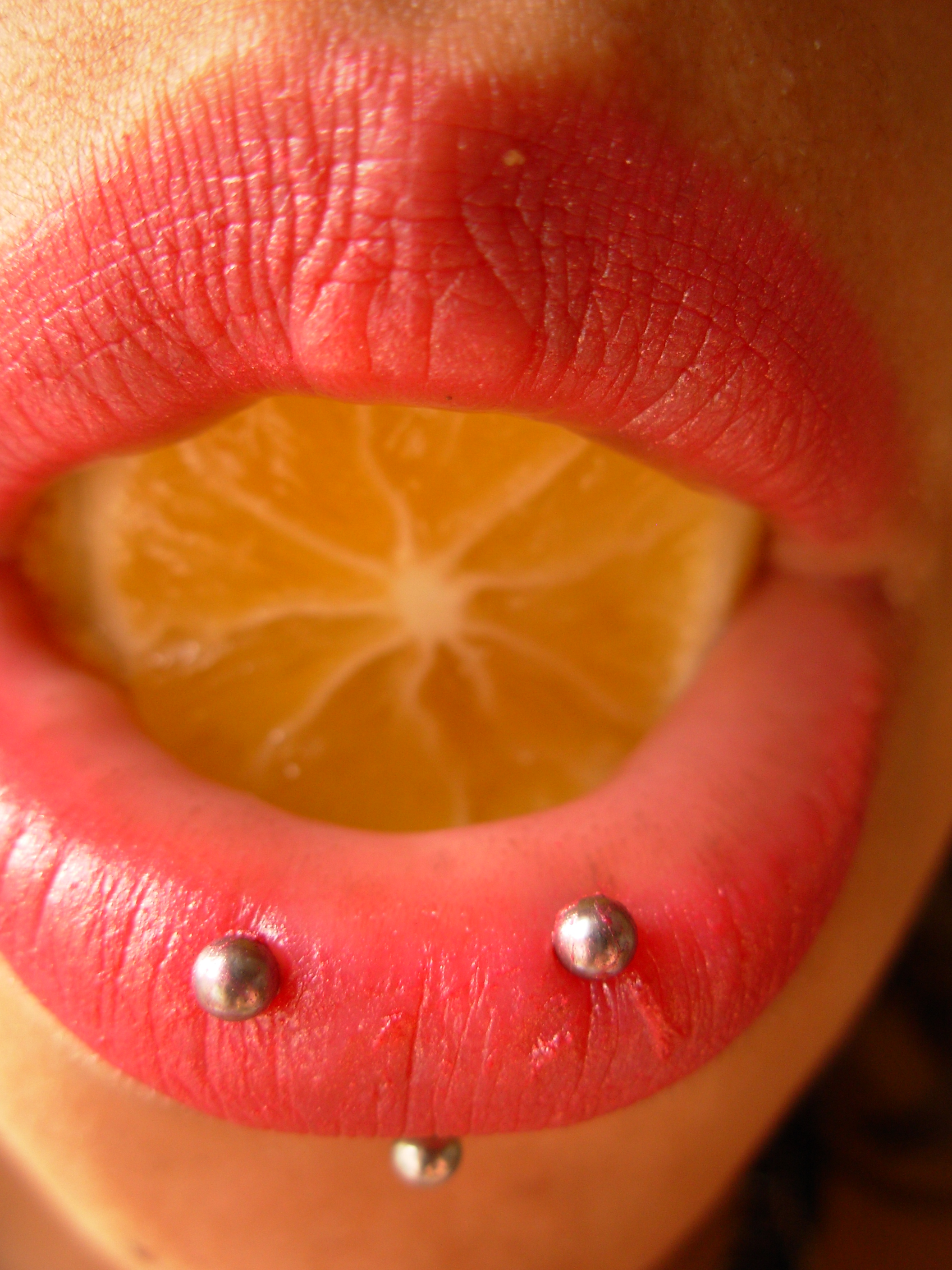
Лабреты

Лабрет (labret, лабрета) — украшение для пирсинга, состоящее из штанги, неоткручивающейся шляпки и шарика. Стандартные размеры: толщина стержня 1,6 мм; длина стержня - от 6 мм до 20 мм. Подходит для пирсинга губ, ушей.

#### Разновидности
Микролабрет (microlabret, микролабрета) отличается более тонким стержнем (1,0 мм или 1,2 мм) и подходит для пирсинга мочек ушей, ушных хрящей и пирсинга носа.
Vertical labret — вертикальный прокол губы — весьма своеобразен и не очень распространен у нас, в отличие от Европы и США.
- Вертикальный лабрет или «Эшли» — вертикальный прокол губы. Наиболее эстетично смотрится прокол, сделанный перпендикулярно губе строго по центру, когда игла входит в границу нижней губы снизу, а выходит по центру сверху. Для такого прокола подходят микробананы различного размера в зависимости от толщины губ.

- Горизонтальный лабрет — горизонтальный прокол губы. Здесь все гораздо сложнее: прокол идет параллельно губе и если провести иглу недостаточно глубоко, то украшение может отторгнуться.

Кроме того, заживает такой прокол гораздо дольше, чем обычная Медуза. Прокол постоянно находится на открытом воздухе, к тому же, не облизывать губы довольно тяжело. А при облизывании губ слюна вместе с бактериями очень хорошо проникает в прокол.

### Тоннель в губе

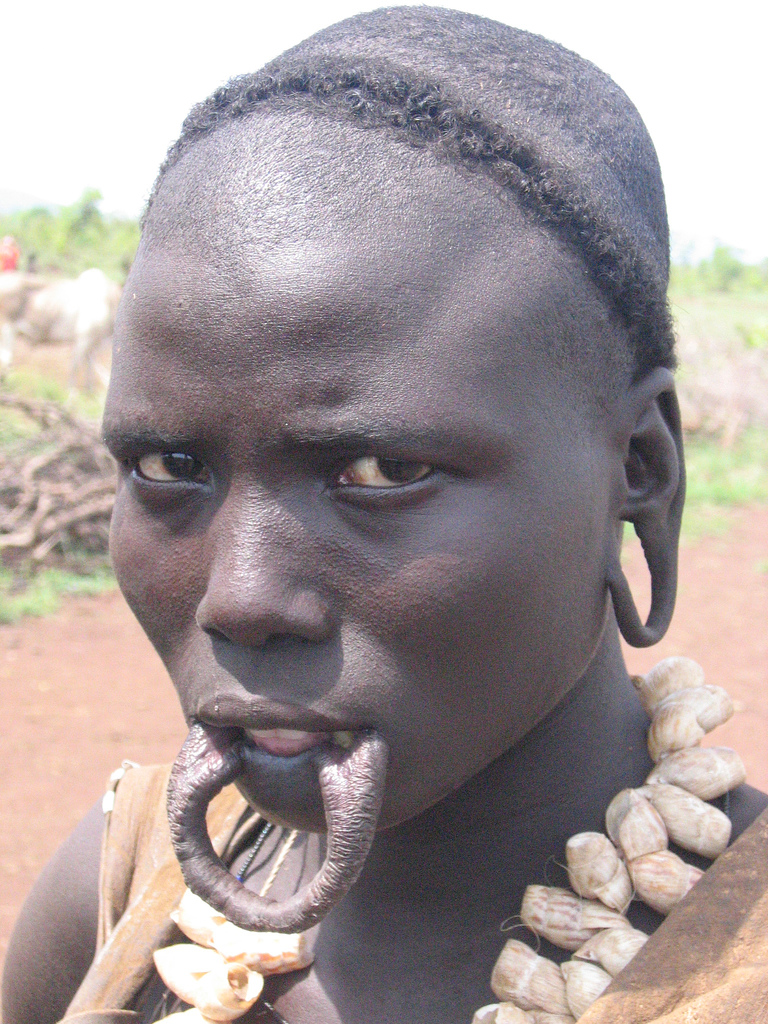
Женщина племени мурси с тоннелем в губе

Тоннель в губе (англ. lip plate) — поверхностный пирсинг губы. Модификация получается путём растяжения пирсинга губы. Губы можно тянуть практически бесконечно, так как губы очень сильно отличаются от тканей других частей тела, способных к такому растяжению. Диаметр отверстий в губах, и соответственно размер губ может достигать 400 мм и более. При этом чувствительность губ сохраняется всё также по всей её поверхности даже при огромных размерах.

#### История
Растяжения губ появились еще в далекой древности, особой популярностью пользуется нижняя губа. До сих пор существуют племена и народы, которые придерживаются своей старой традиции (растяжение губ) и относятся к этому вполне серьёзно и с уважением, например такие народы как суя (Бразилия), ботокудо (Бразилия), нсара (Африка), мурси (Африка), лоби и т. д. В подобных племенах люди растягивают себе губы практически с младенчества и до самой старости, поэтому их губы могут достигать огромных размеров.

### Пирсинг уздечки губы
форма орального пирсинга, при котором прокалывается уздечка верхней или нижней губы. Так же в уздечке нет нервных окончаний и прокол является безболезненным. Прокол уздечки верхней губы также иногда называют «смайл», так как пирсинг может быть виден, когда носящий его улыбается. Пирсинг уздечки нижней губы, напротив, иногда ассоциируют с хмуростью.
Этот вид пирсинга лёгок в установке и приживается за 6-9 недель. Стороннему взгляду наличие пирсинга будет заметно только в случае ношения больших украшений.

#### Украшения
В качестве украшения для пирсинга уздечки губы используются кольцо или штанга малого диаметра. Ношение украшений большого размера в этих видах проколов могут привести к повреждению зубов и дёсен.

### Монро/Мадонна

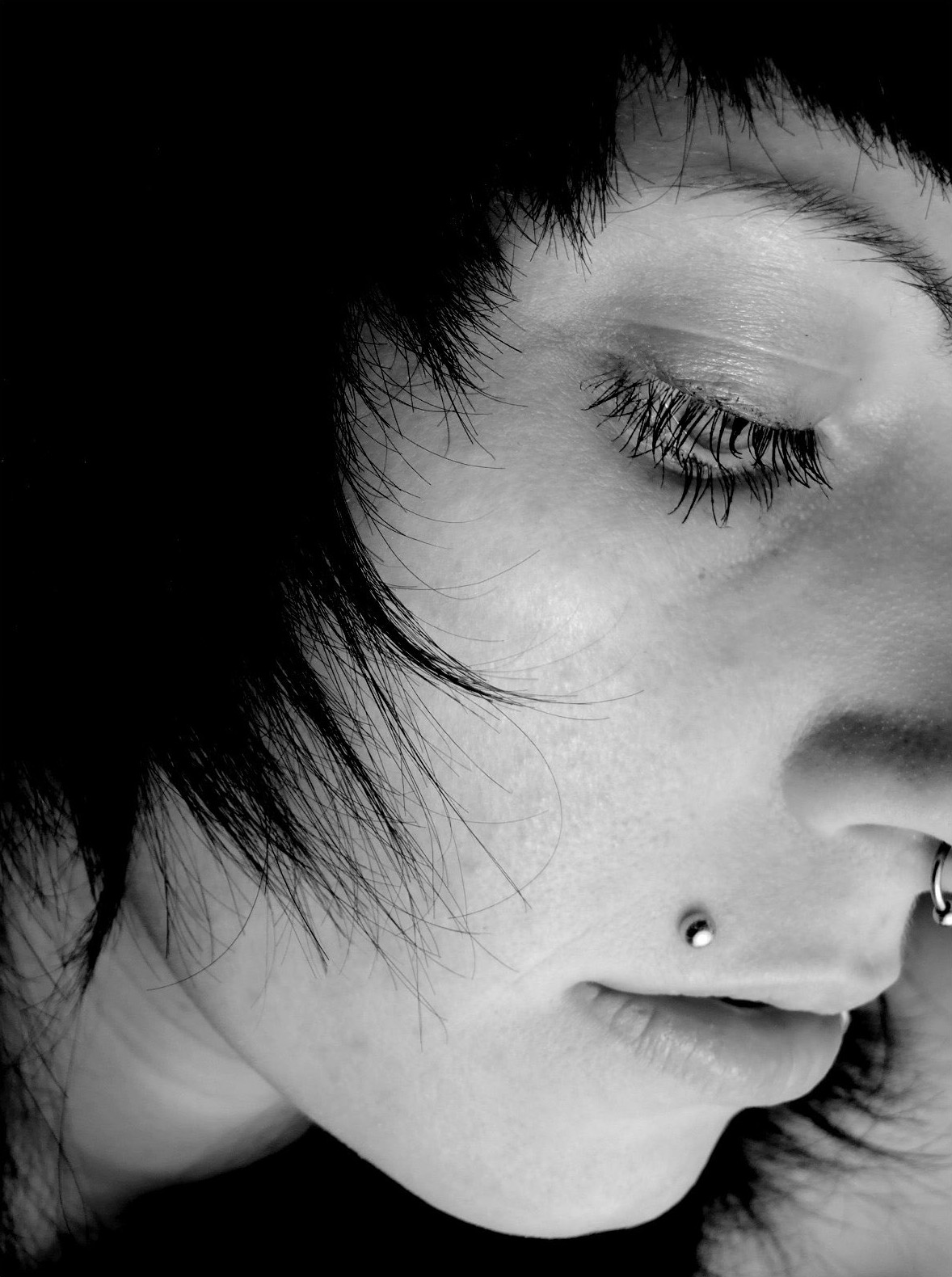

Вид орального пирсинга. Прокол производится в стороне от центра над верхней губой и имитирует родинку. Пирсинг Монро также называется «Мадонна» и «Кроуфорд» в честь знаменитых женщин, обладательниц родинки в области рта — Мэрилин Монро, Мадонны и Синди Кроуфорд.
Прокол Монро получил широкое распространение в 90-х благодаря Рейне — басисту группы Coal Chamber, также пирсинг Эшли Массаро, Матиа Буэна. Этот вид прокола более распространен среди женщин, однако, имеет определённую популярность и среди мужчин, из известных мужчин его носит Сайрус Трейс.
В качестве украшения, как правило, используются лабреты с длинной штангой, которая укорачивается и подгоняется под толщину губы после полного заживления прокола. 
Дополнительная вариация этого вида пирсинга — парный пирсинг Монро, при котором создаются два симметричных прокола с разных сторон над верхней губой. В большинстве случаев в качестве застёжки с внешней стороны используется металлический шарик или насадка из камня. Возможно припухание прокола в период заживления, требуется обработка, как с внешней, так и с внутренней стороны, чтобы украшение оставалось чистым. В период заживления необходимо регулярно обрабатывать пирсинг, чтобы избежать занесения инфекции. При грамотном уходе вероятность образования шрамов крайне низка и практически сводится к нулю.
Средний срок заживления прокола, в случаях, когда он сделан профессиональным мастером по пирсингу, составляет от 8 до 12 недель, в некоторых случаях заживление происходит уже за 3-6 недель.
В сравнении с другими видами пирсинга, прокол Монро относительно безболезнен благодаря тонкости ткани и малому количеству нервов, расположенных на этом участке тела. Существует небольшой риск задеть верхнюю губную артерию, расположенную прямо над верхней губой.
Наличие или отсутствие болевых ощущений зависит от индивидуальных особенностей анатомии и точного места расположения пирсинга. У людей с полными губами или развитой мускулатурой лица прокол Монро может вызвать более дискомфортные ощущения в связи с большей плотностью тканей. Для женщин этот вид пирсинга комфортнее, так как у мужчин вследствие регулярного бритья кожа может грубеть, что усложняет прокалывание. Музыканты, играющие на духовых инструментах, также могут испытывать некоторый дискомфорт при прокалывании, так как вследствие их музыкальных практик у них особенно развита круговая мышца рта.
Как и при других видах орального пирсинга, при длительном ношении пирсинг Монро может привести к возникновению проблем с зубами и деснами. Металлический диск на конце штанги располагается в ротовой полости и прилегает к зубам и деснам, что может привести к повреждению десен или зубной эмали. Использование украшения из пластика может частично снизить риск. Альтернативным вариантом украшения в этой части лица, снимающим риск возникновения проблем с зубами и деснами, может стать микродермал.

### Медуза

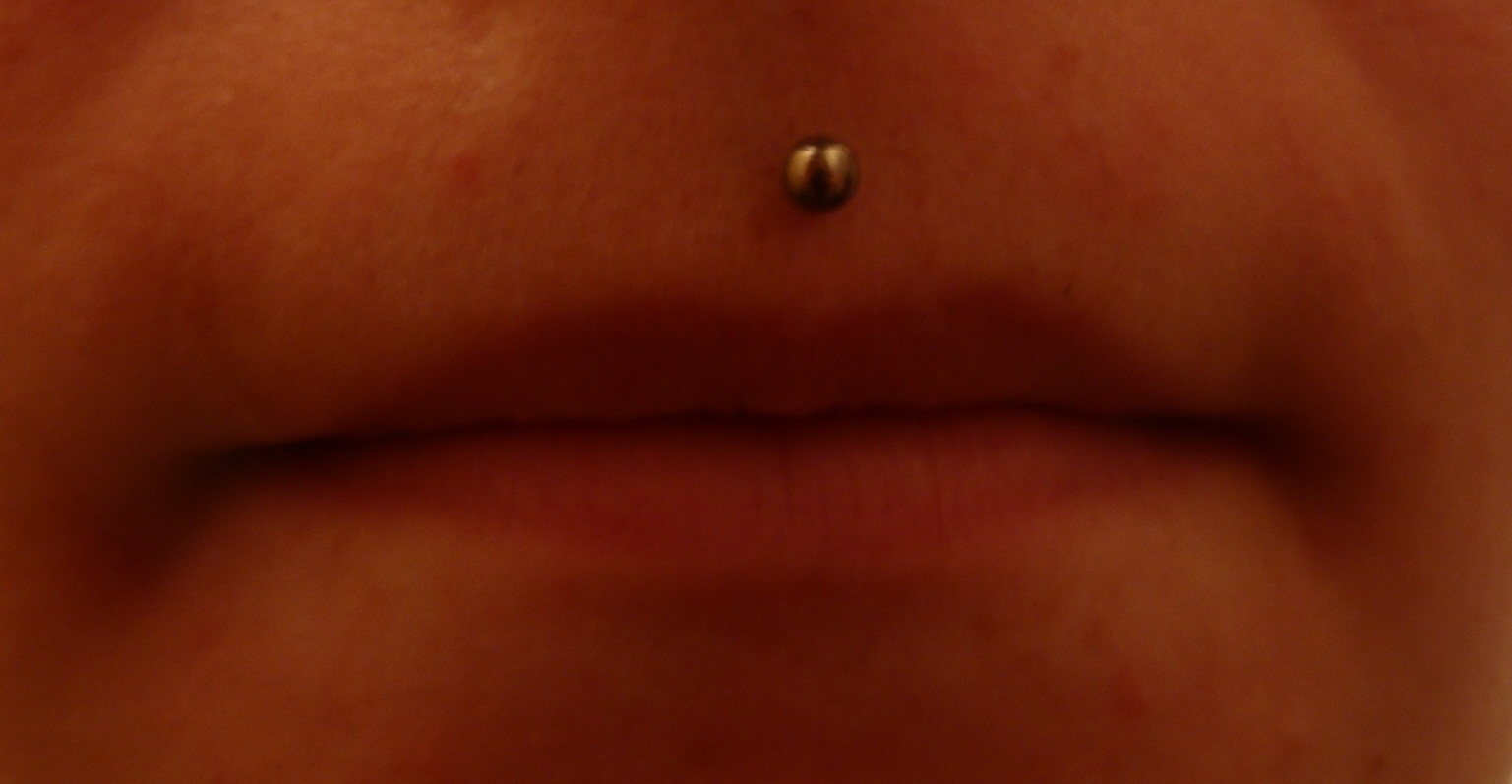
Пирсинг медуза

Название было придумано в 1990 году Керриком, парикмахером и моделью из Торонто (Канада). Медуза представляет собой разновидность лабрета, при которой прокол делается посредине губного желобка, под перегородкой носа. В качестве украшения, как правило, используется лабрет с одной плоской стороной и украшением-шариком, которое видно снаружи.
Украшение и расположение прокола должны подходить под особенности анатомии отдельного носителя, некачественно установленный пирсинг медуза, так же, как и неподходящее украшение, могут привести к возникновению заболеваний зубов и десен.
Одна из вариации пирсинга медуза — Еструм. Прокол Еструм проходит вертикально сквозь верхнюю губу так, что оба конца штанги видны снаружи.

#### Заживление
Медуза заживает в течение 3-4 недель. Рекомендуется промывать 2 раза в день натрия хлоридом (физраствором). В качестве украшения часто используют тефлоновые или титановые лабреты.

### Пирсинг языка

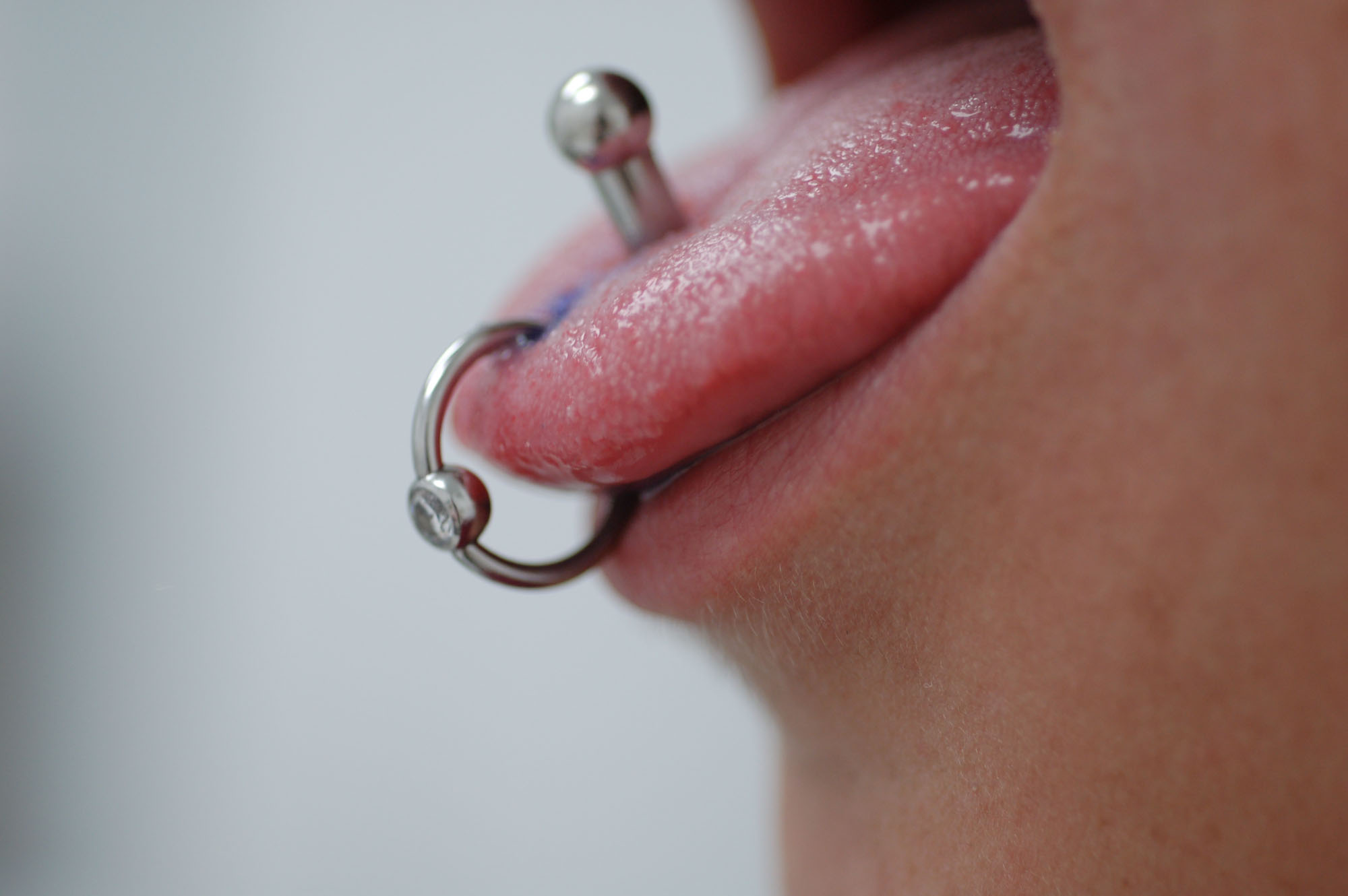

Представляет собой один из наиболее распространённых видов пирсинга в современной западной культуре, после проколов уха.

#### История и культура
Ольмеки, ацтеки и майя практиковали пирсинг языка в ритуальных целях. Наскальная живопись майя изображает ритуалы, в ходе которых наиболее высокопоставленные члены племени прокалывали языки колючками. При этом кровь собиралась в кору дерева, которая, впоследствии, сжигалась в честь богов Майя. Народ хайда, племена квакиутл и тлинкиты также практиковали прокалывание языка. Практика была распространена и на Востоке среди суфиев и факиров.
Праведники австралийских аборигенов прокалывали язык с целью «выпустить из тела злую магию».
В современной западной культуре пирсинг языка начал набирать популярность в 1990-х годах, среди звезд, поспособствовавших общественному принятию этой модификации, стоит отметить певицу Мелани Браун из группы Spice Girls и, среди представителей техно-сцены, певца группы Prodigy Кита Флинта.
Прокол языка также есть у актрисы Дрю Бэрримор, певца Билла Каулитца из Tokio Hotel, Джанет Джексон, а также Мальколма-Джамала Уорнера из Шоу Косби.

#### Украшение

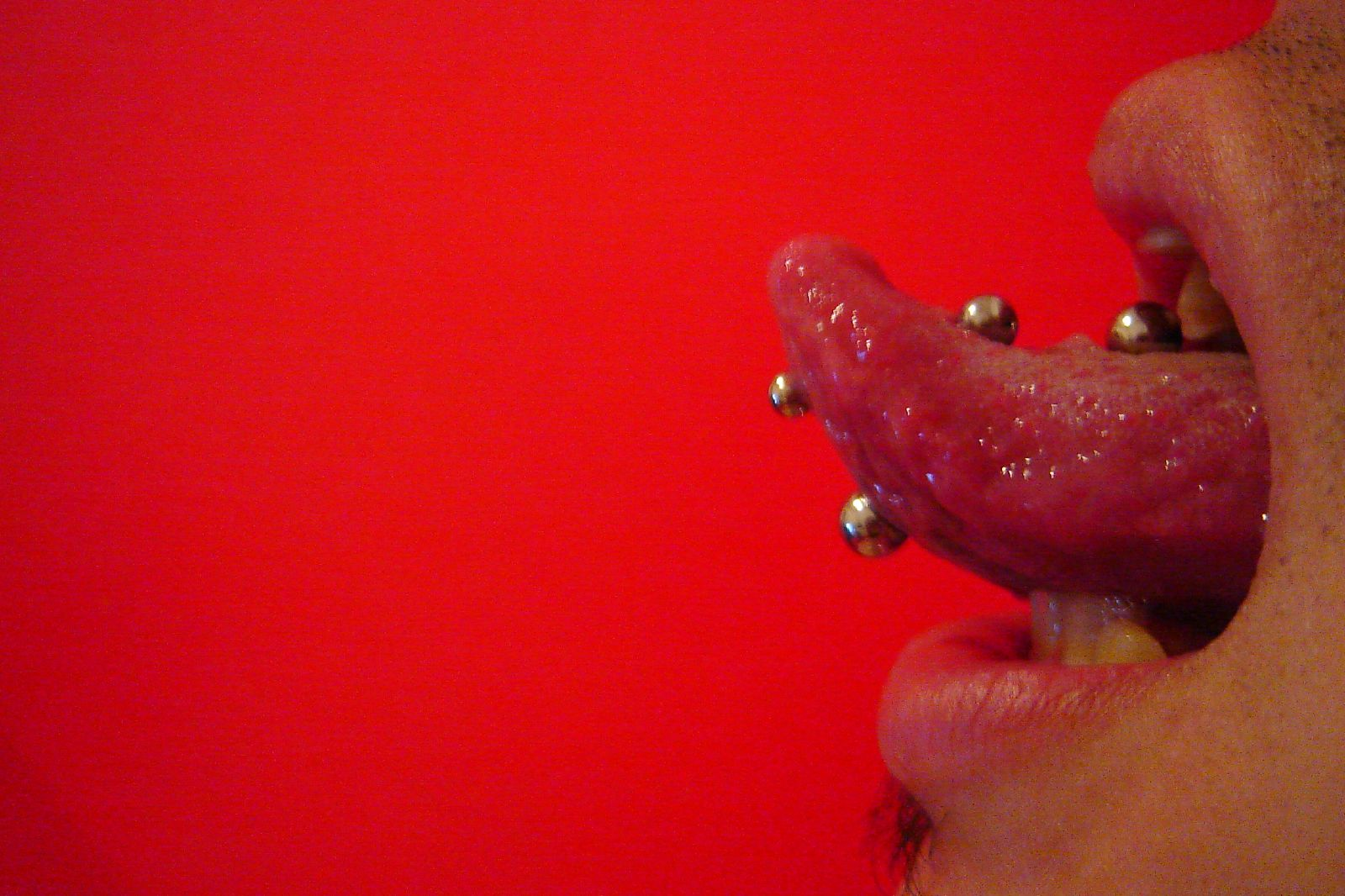
Композиция из двух проколов языка

В качестве украшений для пирсинга языка чаще всего используют прямые штанги. В связи с высокой подвижностью языка важно правильно выбрать размер и место расположения украшения. Слишком тонкие штанги чаще подвержены миграции и могут вызвать дискомфорт и раздражение прокола.
Прокол языка легко растянуть и довести до размеров тоннеля.

#### Процедура

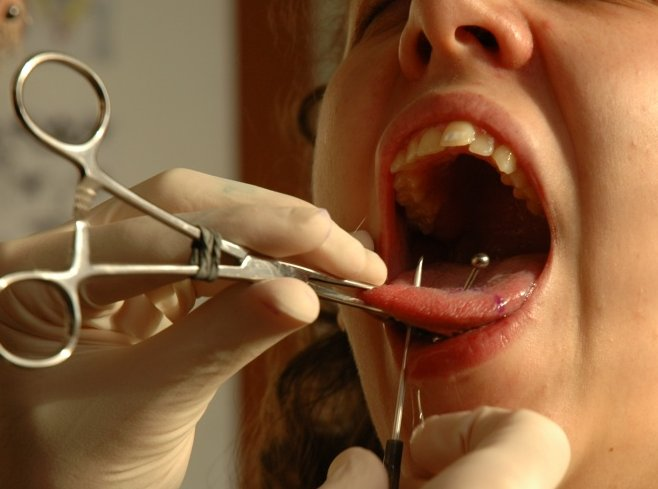

Место прокола помечается и фиксируется зажимом. Как правило, в свежий прокол устанавливается штанга, по длине превышающая необходимый размер, из расчёта на припухание языка в период заживления. В течение первых двух дней после создания прокола возможно припухание языка до размера вдвое больше обычного, что может привести к затруднению в речи и приеме пищи в период заживления.
В связи с высокой способностью тканей языка к регенерации этот вариант проколов обычно затягивается быстрее других. Полное заживление канала проходит в среднем за 3-6 недель. 

#### Риски

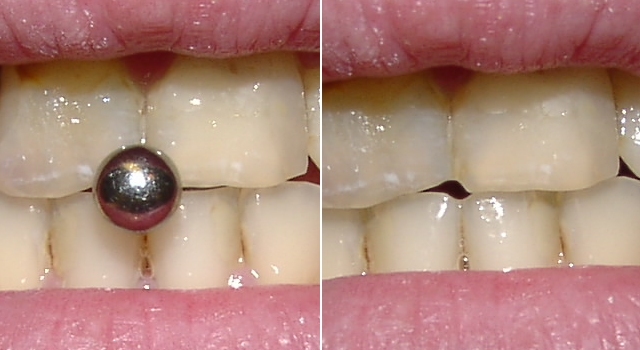
Повреждения зубов вызванные «игрой» с пирсингом в процессе ношения.

Проколы в области рта, как правило, заживают наиболее быстро (2-4 недели), в то время как другие виды пирсинга могут заживать месяцами до того, как будет снят риск занесения инфекции в прокол. Два наиболее часто встречающихся осложнения — повышение хрупкости и ломкости зубов (возникает в 14 %-21 % случаев) и заболевания десен (возникают в 19 %-38 % случаев).  В некоторых случаях риски также затрагивают и челюстные кости, создавая опасность ослабления и дестабилизируя состояние зубов.
Дополнительно, существует риск занесения инфекции.  В случае прекращения ношения пирсинга срок с момента создания прокола до момента съема украшения должен составлять около 4 недель. 
Американская Ассоциация Стоматологов приводит ещё несколько рисков, связанных с оральными проколами: кровотечение и повреждение нерва, возможно в случае неправильной установки непрофессионалом, украшение, вызывающее помехи в речи из-за неверного выбора расположения украшения. 

### Прокол уздечки языка (френулум)

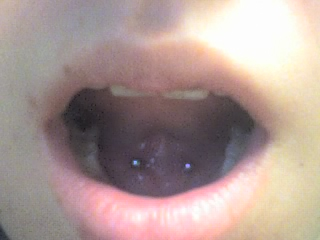
Прокол уздечки языка с украшением-штангой

Вид орального пирсинга, при котором прокол производится через ткань уздечки, расположенной под языком, для ношения в ней украшения. Процедура прокалывания достаточно проста и производится быстро, однако, в некоторых случаях пирсинг со временем отторгается. Для некоторых людей осуществление этого вида пирсинга невозможно в связи с особенностями анатомии. 

#### Обработка
Уход за пирсингом уздечки языка в период заживления несколько сложнее, чем уход за другими видами пирсинга. Это связано с тем, что прокол контактирует со всем, что попадает в полость рта, например, с едой и сигаретным дымом. Этот фактор может привести к раздражению, однако, благодаря высокой степени регенерации тканей полости рта, при качественном уходе прокол заживет быстрее, чем большинство других видов пирсинга. 

#### Украшение
В качестве украшения для этого вида прокола в равной степени подходят штанги, микробананы и кольца. Как правило, выбирается украшение малого диаметра, так как прокол делается в месте с небольшим количеством телесных тканей. Ношение большого украшения нежелательно, так как оно может повредить зубы или десны.